# Agabetes acuductus
Agabetes acuductus är en skalbaggsart som först beskrevs av Harris 1828.  Agabetes acuductus ingår i släktet Agabetes och familjen dykare. Inga underarter finns listade i Catalogue of Life.